# 談允賢
談允賢（1461年—1557年），女，南直隸常州府無錫縣（今江蘇無錫）人，明朝医学家。出生於醫學世家。與西漢義姁、晉朝鮑姑、北宋張小娘子，同為中國古代四位女名醫。

## 生平
明朝天順五年（1461年）出生無錫醫學世家，祖父談復、祖母宜人茹氏（茹太素之後人）皆為當時名醫，伯父談經官至戶部主事，父親談綱官至南京刑部主事，母錢氏，有同父異母兄長談一麟及一弟談一鳳。談允賢自小聰慧，祖母就讓她學醫，就在祖母的教導下學會的精湛的醫術，祖母去世前將一生所收集、編寫的藥方病理都傳給了談允賢。譚允賢後嫁楊姓男子（可能為楊守陳次子楊茂仁）為妻，婚後不久患上氣血失調，就自我診治、試藥，後來生了三女和一子楊濂，每當子女有病，她都親自為他們診治。直至其祖母去世，她才真正在外行醫。
明代傳習古代中國社會在儒家思想的氛圍下（宋後更為保守），許多上流社會的婦女因男女之防，不願請男醫生診治，因此常常發生貽誤病情的情況，談允賢女醫的名聲使這些婦女紛紛找她治病，在許多成功的案例後，談允賢的名聲也漸漸的傳遍各地。在明朝，民間精通醫術婦女人數漸多，皇帝下旨，规定由衙门选取其中佼佼者，到司仪监御医处会选，选中的入官册，以备召用，稱為醫婆或醫婦。當時以談允賢名氣最盛，凡皇家眷属生病，羞于请男御医诊治的，都請談允賢入宫醫治。
正德五年（1510年），50歲時談允賢將祖母留下的藥方病理，匯集自己多年行醫的經驗，寫成了一部《女醫雜言》流傳後世。
嘉靖三十五年（1557年），談允賢病逝，享壽97歲。

## 著作
《女醫雜言》一書是由談允賢的兒子楊濂抄寫刊印，由茹氏侄孙茹銮作序，共收載個人所醫病案31例，是中醫史上最早的女醫醫案。主要記載的是婦科病案，就中又涉及性流產、經病、產後諸疾、腹中結塊諸證，並記載了談氏對灸法十分嫺熟的動用，因成為專科醫案書。《雜言》採用記憶式撰寫醫案，因而清晰記載每一醫案的診治過程。雖記錄的案例不多，然就臨床治療，是屬於良好的案例，值得珍視。

## 評價
對所醫治的女性病患的認知，是內化醫者的醫學思想，透過親密接觸上的平等對話的建立，是對她們生活及情感的觀察，是來自於女性身體的同理，且在她的技術方法中反映，形成她的醫療風格。在醫者方面，女性的身體和性別作為醫治的主體，更得到親切的醫學認識，在明代女性受到國家社會壓制的聲音，也因而到彰顯。女醫的治療風格，更體現了女性細膩平和的特點。

## 詩贊
- 談允賢（景寔）

良方病理祖相傳，濟世懸壺妙手般。

禮教異俗何足礙，女醫雜論紙留篇。

## 影視形象
| 年份   | 劇名                      | 演員   |
| ------ | ------------------------- | ------ |
| 2016年 | 中國電視劇《女医·明妃传》 | 劉詩詩 |

## 註腳
1. ↑  角色姓名改作「譚允賢」，並與明代宗朱祁鈺之妻杭皇后合二為一。